# جون بابا
جون بابا (14 يوليو 1945 بمانيلا في الفلبين - 27 أكتوبر 2005 بباراناك في الفلبين) هو لاعب كرة سلة فلبيني في مركز هجوم صغير الجسم، شارك في دورة الألعاب الآسيوية 1970 وبطولة أمم آسيا لكرة السلة 1967 وبطولة أمم آسيا لكرة السلة 1971 والألعاب الأولمبية الصيفية 1972 ودورة الألعاب الآسيوية 1966 والألعاب الأولمبية الصيفية 1968.

## وصلات خارجية
- جون بابا على موقع الاتحاد الدولي لكرة السلة (الإنجليزية)
- جون بابا على موقع سبورتس رفرنس (الإنجليزية)
- جون بابا على موقع أوليمبيديا (الإنجليزية)